# Sabaa Tahir
Sabaa Tahir (Londen, 7 november 1983) is een Amerikaanse auteur van young adult-romans. Ze is vooral bekend van haar New York Times-bestseller An Ember in the Ashes, de vervolgdelen daarvan en de roman All My Rage.

## Biografie
Tahir groeide op in de Mojavewoestijn in Ridgecrest, Californië, samen met haar ouders en twee oudere broers. Haar ouders emigreerden vanuit Pakistan naar het Verenigd Koninkrijk voordat zij met het gezin naar de Verenigde Staten verhuisden. Ze studeerde aan UCLA, waar ze stage liep bij The Washington Post. Na haar afstuderen ging ze daar aan de slag als redacteur. Tahir woont in de San Francisco Bay Area.